# Louis Ferdinand af Preussen (1944-1977)
Prins Louis Ferdinand af Preussen (tysk: Louis Ferdinand Oskar Christian), undertiden også kaldet Louis Ferdinand jr. (25. august 1944 – 11. juli 1977) var en tysk prins, der var det femte barn af prins Louis Ferdinand af Preussen. Faderen var tronprætendent til den tyske kejserlige trone, og da hans to ældre brødre frasagde sig arveretten til tronen, da de indgik ikke-fyrstelige ægteskaber i 1966 og 1967, blev Louis Ferdinand nr. 1 i tronfølgen efter sin far. Han nåede dog aldrig at blive overhoved for Huset Hohenzollern, da hans far først døde 17 år efter ham. Til gengæld blev han efterfulgt af sin søn, prins Georg Friedrich.

## Biografi
Prins Louis Ferdinand blev født den 25. august 1944 i landsbyen Golzow i Provinsen Brandenburg i Fristaten Preussen (i dag Golczew i voivodskabet Vestpommern i Polen). Han var det femte barn og den tredje søn af prins Louis Ferdinand af Preussen og storfyrstinde Kira Kirillovna af Rusland.
Faderen var fra 1951 familieoverhoved for Huset Hohenzollern og dermed tronprætendent til den tyske kejserlige trone, og da Louis Ferdinand juniors to ældre brødre frasagde sig arveretten til tronen, da de indgik ikke-fyrstelige ægteskaber i 1966 og 1967, blev Louis Ferdinand nr. 1 i tronfølgen efter sin far. 
Louis meldte sig i den vesttyske hær, Bundeswehr i 1967 med det formål at blive reserveofficer. I 1972 påbegyndte han en læretid som bankassistent, men var stadig aktiv i hæren. I 1975 giftede han sig som den eneste af sønnerne standsmæssigt med Grevinde Donata Emma af Castell-Rüdenhausen. Grevinde Donata Emma tilhørte en familie, der havde hersket over Grevskabet Castell i det Tysk-Romerske Rige, men var blevet underlagt Kongeriget Bayern i 1806. Ved en militærøvelse i 1977 kom han slemt til skade ved at blive klemt mellem to køretøjer. Hans ben blev amputeret, men nogle uger efter døde han alligevel af sine kvæstelser.

## Ægteskab og børn
Louis blev gift 24. maj 1975 med grevinde Donata Emma af Castell-Rüdenhausen, datter af Fyrst Siegfried af Castell-Rüdenhausen og Grevinde Irene af Solms-Laubach.
De fik to børn, hvoraf det sidste først blev født efter hans død:
1. Georg Friedrich af Preussen (1976-)
2. Cornelie-Cécile af Preussen (1978-)